# Een Eufrazie te veel
Een Eufrazie te veel is het 58e album van de stripreeks De avonturen van Urbanus en verscheen in 1996 in België.
In strip 51 sterft Eufrazie met de gevolgen van dien in de volgende strips en nu komt ze op een speciale wijze terug in het verhaal. Ergens ver weg in China zit Eufrazie en ze wil dolgraag terug naar Tollembeek, maar niemand gelooft haar en ze komt in de gevangenis terecht. Later komt Eufrazie op een slimme manier terug in Tollembeek, maar dan blijken er ineens 2 Eufrazies te zijn en dus moeten ze het tegen elkaar opnemen om te zien wie er zal blijven.